# Saison 2012-2013 du Rodez Aveyron Football féminines
Maillots
Dernière mise à jour : 10 mars 2013.
Chronologie
Saison précédente Saison suivante
La saison 2012-2013 de la section féminine du Rodez Aveyron Football est la troisième saison consécutive du club aveyronnais en première division du championnat de France.
Élodie Woock est à la tête du staff ruthénois lors de cette nouvelle saison qui fait suite à deux saisons où le club à brillamment réussi à se maintenir. Cependant, les objectifs pour cette saison sont modestes, car face aux grands clubs de la première division, les dirigeants ne peuvent qu'ambitionner le maintien pour cette nouvelle saison à ce niveau.
Le Rodez AF va également évoluer au cours de la saison en Coupe de France.

## Avant saison

### Transferts
En ce début de saison dans l'élite, le club change dans un premier temps d'entraineur avec l'arrivée d'Élodie Woock en provenance de l'équipe des moins de 15 ans du JS Cugnaux et se renforce en enrôlant sept nouvelles joueuses, Sophie Vaysse de l'ASPTT Albi, Marine De Sousa du Montpellier HSC, ainsi que Marine Haupais et Aline Liaigre de l'ÉSOFV La Roche-sur-Yon, Émilie Sapowicz de l'Évreux FC, Dina Jeanjean du Toulouse FC et Charlène Farrugia du Montpellier HSC. Lors de la trêve hivernale, le club se renforce en enrôlant Vanessa Sabate, joueuse de l'ES Saint-Simon.
Après l'arrêt de son entraineur Franck Plenecassagne, le club fait face à quelques départs, puisque Laura Agard rejoint l'Olympique lyonnais, Natalia Correia Ribeiro retourne au Brésil, Manon Alard rejoint l'AS Muretaine et Zohra Ayachi qui rejoint le Montpellier HSC. Par ailleurs, deux joueuses du club décident de prendre leur retraite de footballeuses, il s'agit de Marine Chavaroche et Agathe Calvié et Karima Benameur quitte le club sans destination précise.

### Préparation d'avant-saison
Avant son premier match officiel de championnat prévu le 9 septembre, le Rodez AF a programmé quatre matchs amicaux face à l'ES Arpajonnaise, au FCF Monteux, au moins de 15 ans du Rodez AF et à l'AS Saint-Étienne, ainsi que le tournoi d'Albi, regroupant les meilleurs clubs de la région.

## Compétitions

### Championnat

#### Phase aller - Journée 1 à 11
La saison 2012-2013 de Division 1 est la trente-neuvième édition du championnat de France de football féminin. La division oppose douze clubs en une série de vingt-deux rencontres. Les meilleurs de ce championnat se qualifient pour la Ligue des Champions (les deux premiers). Le Rodez AF participe à cette compétition pour la troisième fois de son histoire.
La compétition débute pour le Rodez AF, le dimanche 9 septembre 2012 à 14 h 20, par un match face à l'Olympique lyonnais. Les Ruthénoises pour leur premier match de la saison, n'ont pas pu résister à leur adversaire, champion de France et d'Europe en titre, chutant lourdement sur le score de huit buts à zéro. Les filles d'Élodie Woock s'incline à nouveau lors de la deuxième journée sur leur terrain sur le score de deux buts à zéro, face au FC Vendenheim qui démarre bien ce début de saison, mais elles réagissent la semaine suivante en allant décrocher un bon match nul sur le terrain du FCF Juvisy (0-0). Les Ruthénoises confirment leur regain de forme lors de la quatrième journée en étrillant l'EA Guingamp sur le score de quatre buts à zéro avec notamment un triplé de Marine Augis.
Lors de la cinquième journée, les filles d'Élodie Woock s'inclinent sur le terrain de l'AS Saint-Étienne sur le score de deux buts à zéro, à la suite d'un doublé d'Anais Ribeyra. Lors de la journée suivante, les Ruthénoises cèdent dans les dernières minutes face au Montpellier HSC sur le score de deux buts à zéro, avant de sombrer la semaine suivante face à l'armada du Paris SG sur le score de cinq buts à zéro.
Lors de la huitième journée, les Ruthénoises réagissent enfin face au promu, l'Arras FCF, en s'imposant cinq buts à un avec un doublé de Marine Haupais, avant de confirmer la semaine suivante chez le FF Issy en s'imposant sur le plus petit des scores, un but à zéro, puis de réaliser une mauvaise opération en étant tenu en échec par la lanterne rouge du championnat, le Toulouse FC, un but partout. L'ultime match de la phase aller du club ruthénois se conclut par une défaite face au FF Yzeure, sur le score de quatre buts à deux.

#### Phase retour - Journée 12 à 22
Le premier match retour et le dernier avant la trêve hivernale des Ruthénoises qui devait avoir lieu chez le FC Vendenheim est reporté à une date ultérieure à cause des intempéries. La reprise du championnat s'effectue le 6 janvier, et les joueuses d'Élodie Woock entament cette année 2013 par une nouvelle défaite face au FCF Juvisy sur le score de trois buts à zéro. Le match de la 14e journée qui devait les opposer à l'EA Guingamp est reporté à une date ultérieure du fait des conditions climatiques sur la Bretagne. Après une qualification obtenue en terre vendéenne, les Ruthénoises sont tenues en échec sur leur pelouse face à l'AS Saint-Étienne, un but partout grâce à l'égalisation de Flavie Lemaître à la 69e minute, avant d'être écrasées par le Montpellier HSC sept buts à zéro deux semaines plus tard. Le 3 mars, les filles d'Élodie Woock s'incline lors de leur match en retard de la 14e journée face à l'EA Guingamp sur le score de deux buts à zéro, avant de s'imposer la semaine suivante un but à zéro lors de leur autre match en retard face au FC Vendenheim grâce à un but de Laurie Cance.

### Coupe de France
La coupe de France 2012-2013 est la 12e édition de la coupe de France, une compétition à élimination directe mettant aux prises les clubs de football à travers la France métropolitaine et les DOM-TOM. Elle est organisée par la FFF et ses ligues régionales.
Marinette Pichon effectue un tirage délicat pour les Ruthénoises qui joueront à l'extérieur, face à l'ESOFV La Roche-sur-Yon, qui évolue en seconde division. Les filles d'Élodie Woock négocient bien ce match en s'imposant deux buts à zéro grâce notamment à l'incontournable Marine Augis, et affrontent lors du tour suivant le Valence AS, qui évolue en Division d'Honneur, et qui ne va pas tenir longtemps face aux joueuses de l'élite puisqu'il s'incline cinq buts à zéro avec notamment des doublés de Marine Augis et Julie Perthuis.

### Matchs officiels de la saison
Le tableau ci-dessous retrace les rencontres officielles jouées par le Rodez AF durant la saison. Les buteurs sont accompagnés d'une indication sur la minute de jeu où est marqué le but et, pour certaines réalisations, sur sa nature (penalty ou contre son camp).
| Compétition     | Débute au tour | Place ou tour final | Matches joués | Gagnés | Nuls | Perdus | Buts pour | Buts contre | Différence |
| Division 1      | -              | -                   | 18            | 5      | 3    | 10     | 17        | 42          | -23        |
| Coupe de France | 1/32 de finale | -                   | 2             | 2      | 0    | 0      | 7         | 0           | +7         |
| Total           | -              | -                   | 20            | 7      | 3    | 10     | 24        | 42          | -16        |

## Joueurs et encadrement technique

### Encadrement technique
L'équipe est entraînée par Élodie Woock. Entraîneur de 36 ans, en poste depuis l'été 2012, ancienne joueuse internationale du Toulouse FC.

### Statistiques individuelles
| \| Jeanjean Cabec Ginestet Buscaylet Pascal Haupais Cance Vaysse Farrugia Lemaître Augis \| Équipe type de la saison. · D'après les temps de jeu à leur poste. |
| Jeanjean Cabec Ginestet Buscaylet Pascal Haupais Cance Vaysse Farrugia Lemaître Augis                                                                          |

| Joueuse           | Total |
| Marine Augis      | 8     |
| Laurie Cance      | 4     |
| Charlène Farrugia | 2     |
| Flavie Lemaître   | 2     |
| Julie Perthuis    | 2     |
| Marine Haupais    | 2     |
| Maud Bouvinet     | 2     |
| Sophie Vaysse     | 1     |

| Joueuse           | Total |
| Charlène Farrugia | 2     |
| Audrey Moreno     | 1     |
| Marine Augis      | 1     |
| Séverine Cabec    | 1     |

## Affluence et télévision

### Affluence
Affluence du RAF à domicile

### Retransmission télévisée
Profitant de la médiatisation de la Coupe du monde, la FFF avait lancé le lundi 11 juillet 2012 l’appel d’offre pour les droits TV du championnat de France. Ces derniers ont été remportés par France Télévision en duo avec la chaine Eurosport pour un contrat s'élevant à 110 000 euros.

## Équipe réserve et équipes de jeunes
La réserve ruthénoise évolue en Division d’Honneur de Midi-Pyrénées, soit deux divisions en dessous de l’équipe première. 
Le club aveyronnais possède également une équipe des moins de 19 ans qui participe au Challenge National Féminin U19.